# Джендем-тепе
Молодёжный холм (болг. Младежки хълм) или Дженде́м-тепе́ — высочайший из шести холмов в границах современного Пловдива. Его высота над уровнем моря — 307 метров. Относительная высота по отношению к средней высоте города — 143 м. Холм находится в западной части города.
Холм выделяется среди других пловдивских холмов количеством названий. В древности он назывался Холмом Дриад. Он также известен как Джендем тепе (тур. адский холм, далёкий холм) или Джендема, из-за его тогдашней удалённости от центра города. В османский период также назывался Джин-тепе (холм Джиннов). Называли его также Чигдем-тепе (холм крокусов), Чанлы-тепе, Гюзджи-тепе.

## История
В древности на холме находилось фракийское святилище — храм Аполлона. В раннехристианскую эпоху на холме находилась большая трехнефная базилика, возведённая на месте уничтоженной христианами языческой медной статуи Аполлона. Базилику исследовал пловдивский археолог Иван Джамбов.
Геологические аспекты состава, способа формирования, возраста и структуры холма, как и других холмов в Пловдиве, были объектом изучения ещё со времён первых исследователей в XIX веке. В 1878 году у подножия холма находился русский военный госпиталь (эвакуированный из города из-за эпидемии тифа), а на холме был размещён русский геодезический знак.
В 1948 году благоустройством холма и прилегающей территории занимались молодёжные бригады, откуда и возникло его новое название — Молодёжный холм.
Молодёжный холм объявлен памятником природы в начале 1996 года. Ещё с 1970 года часть южного склона площадью в 30 гектаров пользовалась природоохранным статусом. Закон запрещает не только строительство, но также устройство аллей и дорог, выпас скота, извлечение скальных пород в защищенных территориях.
На Молодёжном холме сохраняется богатое разнообразие растений и животных, что связано с меньшим влиянием городской среды в сравнении с другими холмами Пловдива. Здесь встречаются два вида растений, включённых в Красную книгу Болгарии, и семь видов редких растений, эндемичных для области. Живут ушастые совы (Asio otus), ласки (Mustela nivalis) и другие животные.
У подножия холма находятся:
- Детская железная дорога
- Ректорат и основной кампус Медицинского университета
- Факультет стоматологии
- Коматевский транспортный узел
- Реконструкция части римского акведука